# USS Houston (CA-30)
USS Houston (CA-30) (wcześniej CL-30) – amerykański krążownik ciężki z okresu II wojny światowej, jeden z sześciu okrętów typu Northampton. Drugi okręt United States Navy noszący tę nazwę.
Okręt został zbudowany w stoczni Newport News Shipbuilding & Dry Dock Company. Ceremonia wodowania odbyła się w Newport News (Wirginia) 7 września 1929 roku, do służby wszedł 17 czerwca 1930 roku z oznaczeniem CL-30, rok później zmienionym na CA-30. Od lutego 1931 roku był okrętem flagowym dowódcy Floty Azjatyckiej, w latach 1932–1933 operował na wodach chińskich. W 1934 roku na jego pokładzie prezydent Franklin D. Roosevelt odbył podróż z Annapolis do Portland, w roku następnym prezydent ponownie gościł na pokładzie krążownika w trzytygodniowym nieoficjalnym wakacyjnym rejsie. Po raz trzeci znalazł się tam 14 lipca 1938 roku, gdy odbierał z pokładu „Houston” paradę floty w San Francisco, po raz czwarty w lutym 1939 roku podczas ćwiczeń floty na Morzu Karaibskim. W listopadzie 1940 roku okręt powrócił do funkcji okrętu flagowego dowódcy Floty Azjatyckiej, którym był wówczas admirał Thomas C. Hart.
7 grudnia 1941 roku „Houston” stacjonował na wyspie Panay, skąd odpłynął do Surabai, wchodząc w skład sił uderzeniowych ABDA. Podczas walk zyskał przydomek „Galopujący duch wybrzeża jawajskiego” (The Galloping Ghost of The Java Coast). 4 lutego 1942 roku został trafiony japońską bombą lotniczą, której eksplozja zabiła 48 ludzi i zniszczyła rufową wieżę artyleryjską. 27 lutego wziął udział bitwie na Morzu Jawajskim. Został zatopiony w nocy z 28 lutego na 1 marca, podczas bitwy w Cieśninie Sundajskiej. Uratowano jedynie 368 spośród 1061 marynarzy. Wśród poległych był także dowódca okrętu, komandor Albert H. Rooks, odznaczony pośmiertnie Medalem Honoru.

## Projektowanie i budowa
„Houston” był jednym z sześciu ciężkich krążowników typu Northampton, drugiego zaprojektowanego dla US Navy według kryteriów ustalonych w traktacie waszyngtońskim. Plany oparto na znacznie zmodyfikowanym projekcie typu Pensacola, w którym zmieniono liczbę dział artylerii głównej, poprawiono układ opancerzenia i podziału wewnętrznego kadłuba, podwyższono wolną burtę oraz zastosowano hangar dla wodnosamolotów pokładowych. Trzy z nowych krążowników, w tym „Houston”, zostały przystosowane do pełnienia funkcji okrętów flagowych dowódców flot, w związku z czym otrzymały przedłużony pokład dziobówki i dodatkowe pomieszczenia dla członków sztabów.
Już od 1927 roku komitet, zawiązany przez grupę wpływowych obywateli miasta Houston pod przewodnictwem Williama A. Bernriedera, wywierał na administrację amerykańską naciski celem nadania jednemu z nowo budowanych krążowników nazwy „Houston”. Ostatecznie otrzymał ją, jako drugi w historii US Navy, piąty z sześciu ciężkich krążowników typu Northampton. Stępkę pod okręt położono w Newport News Shipbuilding & Dry Dock Company 1 maja 1928 roku. Zwodowano go 7 września 1929 roku, matką chrzestną została panna Elizabeth Holcombe, córka Oscara Holcombe'a – ówczesnego burmistrza miasta Houston. Wszedł do służby 17 czerwca 1930 roku, pierwszym dowódcą został komandor Jesse Bishop Gay. Do 1 lipca 1931 roku nosił sygnaturę CL-30, przynależną lekkim krążownikom (pojęcie krążownika ciężkiego wprowadził traktat londyński z 1930 roku), zmienioną następnie na CA, z zachowaniem dotychczasowego numeru.

## Opis konstrukcji
Kadłub „Houston” miał kliprowy dziób z gruszką Taylora i wzniesionym pokładem dziobówki, który kończył się uskokiem za pierwszym kominem. Wysokość wolnej burty na dziobie wynosiła około 9 m, na wysokości nadbudówki dziobowej około 7 m, na śródokręciu i rufie po około 4,2 m. Długość całkowita okrętu wynosiła 182,96 m (177,4 m na konstrukcyjnej linii wodnej), szerokość maksymalna 20,14 m, średnie zanurzenie przy wyporności standardowej 5,92 m, zaś przy pełnej do 7 m. Rzeczywiste wartości wyporności wynosiły odpowiednio około 9200–9300 długich ton (ts) i około 11 400 ts.
Okręt był napędzany czterema zespołami turbin parowych systemu Parsonsa o mocy wyjściowej 107 000 shp, co miało pozwolić osiągnąć wymaganą prędkość 32,5 węzła. Parę do turbin dostarczało osiem kotłów wodnorurkowych White-Forster, umieszczonych w czterech kotłowniach. Energię elektryczną produkowały cztery turbogeneratory o łącznej mocy 900 kW. Maksymalny zapas paliwa, 3067 ton, miał zapewnić zasięg 10 000 mil morskich przy prędkości ekonomicznej 15 węzłów.
Główne uzbrojenie artyleryjskie składało się z dziewięciu armat 203 mm L/55 w trzech trójdziałowych wieżach, dwóch na dziobie, w superpozycji, trzeciej na pokładzie rufowym. Poza tym okręt dysponował pierwotnie czterema, później ośmioma pojedynczymi armatami uniwersalnymi 127 mm /25 Mark 13/0. Małokalibrowe uzbrojenie przeciwlotnicze pierwotnie składało się z ośmiu wielkokalibrowych karabinów maszynowych Browning M2 kal. 12,7 mm, w połowie 1940 roku uzupełnionych trzema armatami uniwersalnymi kal. 76 mm oraz jednym poczwórnym zestawem dział automatycznych kal. 28 mm (1.1" /75). Po wejściu do służby okręt miał na pokładzie sześć wyrzutni torpedowych kal. 533 mm, zostały one jednak zdemontowane pod koniec lat 30. w związku z ogólną rezygnacją z uzbrojenia torpedowego w ciężkich jednostkach US Navy, a ich wnęki w burtach zasłonięte płatami blachy. Wyposażenie lotnicze stanowiły cztery wodnosamoloty Curtiss SOC Seagull, stacjonujące w hangarze na śródokręciu i dysponujące dwoma obrotowymi katapultami na cylindrycznych podstawach.
Opancerzenie krążownika składało się z pasa burtowego o długości 64 i wysokości 4 m, grubości 76 mm, nałożonego na poszycie burtowe na wysokości przedziałów kotłowni i maszynowni. Od góry był on przykryty pokładem pancernym grubości 25 mm, z przodu i z tyłu zamknięty grodziami pancernymi grubości 38 mm. Poza tym pancerz chronił komory amunicyjne oraz wieże artyleryjskie i ich barbety.
„Houston”, utracony w pierwszych miesiącach wojny na Pacyfiku, nigdy nie otrzymał wyposażenia radarowego, do końca służby miał też otwarte wszystkie trzy rzędy iluminatorów na burtach, w odróżnieniu od pozostałych okrętów typu, na których sukcesywnie je zaślepiano.

## Służba

### Okres międzywojenny
Zgodnie z ówczesnym zwyczajem US Navy, swój dziewiczy rejs we wrześniu i październiku 1930 roku okręt odbył po wodach europejskich. Po powrocie do Stanów Zjednoczonych, 25 października krążownik po raz pierwszy odwiedził miasto, od którego otrzymał swą nazwę. Wśród witających go osobistości byli gubernator Teksasu Dan Moody oraz burmistrz Houston Walter E. Monteith. Podczas dziesięciodniowej wizyty oficerowie i załoga byli fetowani w mieście, odbyli też uroczysty przemarsz ulicami i otrzymali w darze srebrną zastawę. Następnie „Houston” dołączył do floty w Hampton Roads. Zgodnie z decyzją administracji, kierującą go w skład Floty Azjatyckiej, 10 stycznia 1931 roku przez Kanał Panamski wypłynął na Pacyfik, aby po odwiedzeniu Hawajów dotrzeć 22 lutego do Manili na Filipinach. Tam został okrętem flagowym dowódcy Floty Azjatyckiej i pełnił tę funkcję do 9 listopada 1933 roku. Przez następny rok uczestniczył w operacjach szkoleniowych na Dalekim Wschodzie.
Wydarzenia w Szanghaju pod koniec stycznia 1932 roku spotkały się ze zdecydowaną reakcją mocarstw europejskich i Stanów Zjednoczonych. Dla ochrony własnych interesów i obywateli wysłały one do Chin swoje okręty. „Houston” wypłynął do Szanghaju na czele części Floty Azjatyckiej 31 stycznia, by zawinąć do miasta 15 lutego. Z pokładu zeszły plutony marines i marynarzy, by pomóc w ustabilizowaniu sytuacji. Po zawieszeniu broni w marcu amerykańskie okręty, w tym „Houston”, wciąż pozostawały w rejonie. Jedynymi wyjątkami były podróże na Filipiny w marcu i do Japonii w maju 1933 roku. 17 (według innego źródła 9) listopada tegoż roku do Szanghaju przypłynął bliźniaczy krążownik „Augusta”, na który przeniósł swoją flagę ówczesny dowódca Floty Azjatyckiej, admirał Frank B. Upham. „Houston” natomiast odpłynął do Stanów Zjednoczonych.
Po przybyciu do San Francisco krążownik wszedł w skład Scouting Force. Przez kolejne lata uczestniczył w dorocznych ćwiczeniach „Fleet Problem” i manewrach na Pacyfiku. W tym czasie odbył kilka specjalnych rejsów. 1 lipca 1934 roku w Annapolis na pokład okrętu wszedł prezydent Roosevelt, udając się w rejs przez Karaiby, Kanał Panamski i Hawaje do Portland, gdzie 3 sierpnia prezydent opuścił okręt. Cała podróż miała długość około 12 000 mil morskich, a wizyta na Hawajach była pierwszym w historii pobytem tam prezydenta Stanów Zjednoczonych. Krążownik przewoził także Asystenta Sekretarza Marynarki Henry'ego L. Roosevelta w rejs do wysp hawajskich i wrócił do San Diego 15 maja 1935 roku. Został włączony w skład 5. Eskadry Krążowników (Cruiser Division 5) i po krótkim rejsie na wodach Alaski wpłynął do Seattle.
3 października 1935 roku w Seattle na pokład krążownika ponownie wszedł prezydent Roosevelt, udający się w trwający trzy tygodnie wakacyjny rejs na meksykańską wyspę Cedros, do Zatoki Magdaleny oraz na Wyspę Kokosową. Podróż zakończył w Charleston. 28 maja 1937 roku „Houston” uczestniczył w uroczystościach otwarcia mostu Golden Gate w San Francisco, we wrześniu tego roku został włączony w skład 4. Eskadry Krążowników. 14 lipca 1938 roku prezydent Roosevelt po raz trzeci gościł na okręcie, odbierając paradę floty w San Francisco. Od 19 września do 28 grudnia 1938 roku „Houston” pełnił rolę okrętu flagowego dowódcy US Fleet (Commander-in-Chief, United States Fleet), kontradmirała Claude'a C. Blocha. Od początku 1939 roku powrócił do Scouting Force. 4 stycznia opuścił San Francisco i popłynął do Norfolk i Key West, by wziąć udział w ćwiczeniach „Fleet Problem XX”. 18 lutego na Florydzie po raz ostatni na pokład krążownika zawitał prezydent, który wraz z szefem operacji morskich, admirałem Williamem D. Leahy'm obserwował manewry floty. Powracając do Seattle, 7 kwietnia okręt zawinął z krótką wizytą w Houston. 30 maja dotarł do stanu Waszyngton.

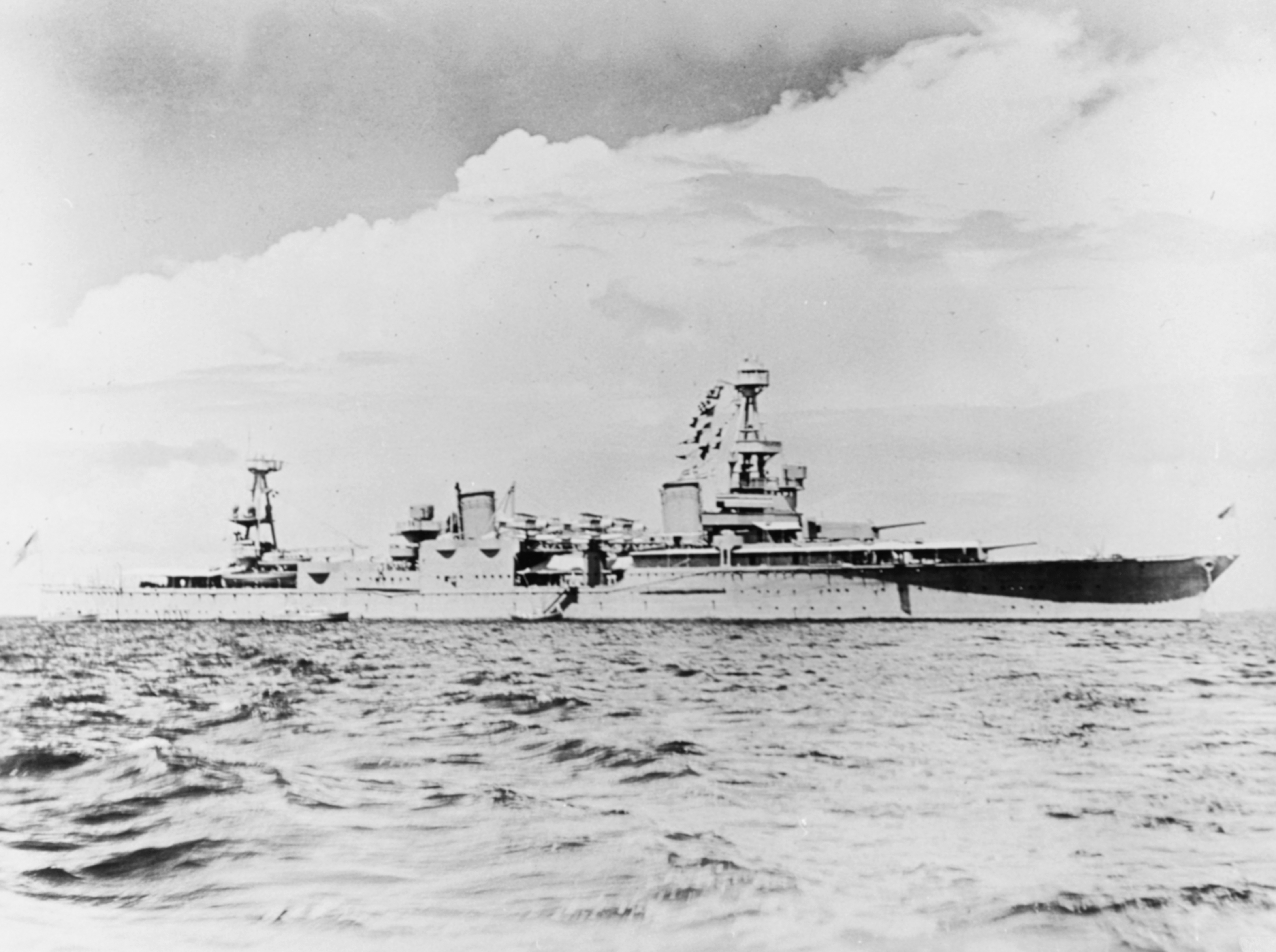
„Houston” w Zatoce Manilskiej, lata 1940–1941

Przez krótki czas kontynuował służbę z pozostałymi jednostkami 4. Eskadry. Następnie, po rutynowym remoncie, został wyznaczony na okręt flagowy zespołu floty stacjonującego na Hawajach (Hawaiian Detachment). Przejął tę funkcję w Pearl Harbor 7 grudnia 1939 roku i pełnił ją do lutego następnego roku. 17 lutego wpłynął do Mare Island Naval Shipyard, gdzie do października był poddawany modernizacji. Po opuszczeniu stoczni odpłynął na Hawaje, a 3 listopada wyruszył na Filipiny, by dołączyć do Floty Azjatyckiej. Do Manili dotarł 19 listopada 1940 roku, a trzy dni później zmienił „Augustę” w roli okrętu flagowego admirała Thomasa C. Harta. Narastająca groźba ataku ze strony Japonii spowodowała, że Hart wydzielił większość swych sił nawodnych w zespół operacyjny TF 5 (Task Force 5) pod dowództwem kontradmirała Williama A. Glassforda, który został wysłany na południe i rozproszony, a sam pozostał w lądowej kwaterze w Manili. „Houston”, na którym w pośpiechu zakończono remont kotłowni, zakotwiczył w Iloilo na wyspie Panay.

### II wojna światowa
W dniu ataku na Pearl Harbor (na Filipinach był już wówczas 8 grudnia czasu lokalnego) „Houston” otrzymał rozkaz wypłynięcia w kierunku Balikpapanu i dalej do holenderskiej bazy w Surabai. Jeszcze w grudniu eskortował niewielki konwój płynący do Darwin, gdzie dotarł 28 tego miesiąca. Bazując w australijskim porcie prowadził patrole po Morzu Flores oraz eskortował lokalne konwoje, bez kontaktu z nieprzyjacielem. 29 stycznia został ponownie przebazowany do Surabai, gdzie dołączył do Zespołu Uderzeniowego połączonych amerykańsko-brytyjsko-holendersko-australijskich sił morskich (ABDA). Dowództwo całości operacji morskich ABDA sprawował admirał Hart, na morzu zespołem uderzeniowym dowodził holenderski kontradmirał Karel Doorman. Tymczasem już 10 grudnia, po zbombardowaniu przez Japończyków bazy Cavite w Zatoce Manilskiej, Radio Tokio po raz pierwszy poinformowało o zatopieniu okrętu flagowego Floty Azjatyckiej.
3 lutego admirał Doorman wyprowadził w morze swój zespół po otrzymaniu wiadomości o wykryciu japońskiego konwoju w rejonie cieśniny pomiędzy Borneo a Sumatrą. W jego skład wchodziły holenderskie krążowniki lekkie „De Ruyter” i „Tromp”, amerykańskie: ciężki „Houston” i lekki „Marblehead” oraz siedem niszczycieli. Następnego dnia rano zespół ABDA został zaatakowany przez japońskie bombowce Mitsubishi G3M1 „Nell” startujące z lotniska Kendari na Celebes. Ciężko uszkodzony został „Marblehead”, na którym zginęło 15 członków załogi. Artylerzyści „Houston” zgłosili zestrzelenie czterech nieprzyjacielskich maszyn, lecz podczas kolejnego ataku ich okręt otrzymał bezpośrednie trafienie bombą lotniczą w rejon rufowej wieży artyleryjskiej. Wybuch spowodował wtórną eksplozję ładunków miotających na podnośnikach wieży. Zginęło 48 marynarzy z jej obsługi oraz grupy awaryjnej na pokładzie rufowym, rannych zostało około 50 dalszych, a rufowe działa 8-calowe zostały całkowicie wyłączone z użycia. W czasie odpierania ataków okazało się, że jedynie 20 do 30% zapalników amunicji przeciwlotniczej działa prawidłowo, reszta była niesprawna.
Na naradzie pomiędzy admirałami Hartem i Doormanem podjęto decyzję, że wobec skomplikowanej sytuacji w rejonie, uszkodzony „Houston” pozostanie w linii. Jedynie „Marblehead” został po prowizorycznych naprawach odesłany na remont do Stanów Zjednoczonych, ciężki krążownik został jedynie tymczasowo przebazowany do Darwin. 15 lutego wyszedł w morze w eskorcie małego konwoju z wojskiem, mającym wzmocnić garnizon Timoru: czterech transportowców osłanianych poza nim przez amerykański niszczyciel „Peary” oraz australijskie eskortowce „Swan” i „Warrego”. Tego samego dnia konwój został wykryty, a następnego zaatakowany przez japońskie lotnictwo, ale ogień przeciwlotniczy okrętów eskorty, w którego prowadzeniu wyróżnili się artylerzyści amerykańskiego krążownika, nie pozwolił Japończykom na skuteczne celowanie. Konwój został jednak zawrócony wobec przekonania dowództwa o nieuchronnym upadku Timoru i zawinął do Darwin 18 lutego. Po uzupełnieniu paliwa „Houston” i „Peary” odpłynęły w kierunku Jawy, by dołączyć do stacjonujących tam sił alianckich. W drodze „Peary” wykrył japoński okręt podwodny i przeprowadził atak, po czym powrócił do Darwin dla uzupełnienia paliwa. Rankiem 19 lutego zatonął w trakcie nieprzyjacielskiego nalotu, którego „Houston” szczęśliwie uniknął. Wielokrotnie powtarzane przez japońską propagandę informacje o zatopieniu krążownika przyniosły mu przydomek „Galopujący duch wybrzeża jawajskiego” (The Galloping Ghost of The Java Coast).
21 lutego „Houston” zawinął do Tjilatjap, następnie przez Cieśninę Sundajską popłynął do Surabai. 25 lutego patrolował rejon opanowanej przez Japończyków wyspy Bali i był nieskutecznie atakowany przez nieprzyjacielskie samoloty.

#### Bitwa na Morzu Jawajskim

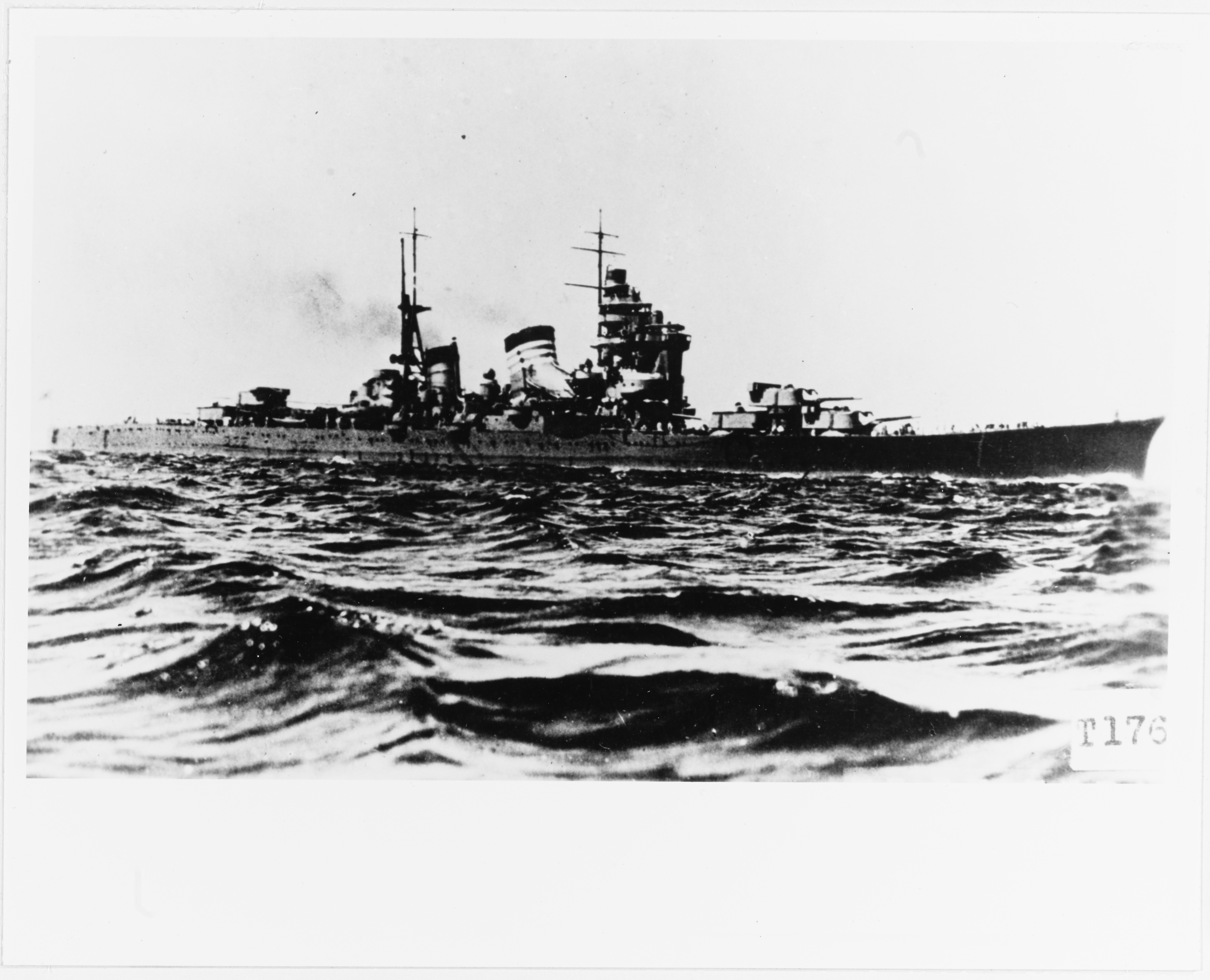
Japoński krążownik ciężki „Haguro”

Niepowodzenia aliantów w przeciwstawianiu się japońskiej inwazji na kolejne wyspy archipelagu spowodowały zmianę na stanowisku dowódcy operacji morskich ABDA: admirała Harta zastąpił jego dotychczasowy zastępca, holenderski wiceadmirał Conrad Helfrich, zwolennik obrony Indii Holenderskich wszelkimi środkami i za wszelką cenę. W dyspozycji kontradmirała Doormana jako dowódcy Zespołu Uderzeniowego znajdowały się dwa krążowniki ciężkie („Houston” i brytyjski „Exeter”), trzy krążowniki lekkie (holenderskie „De Ruyter” i „Java” oraz australijski „Perth”), trzy holenderskie, trzy brytyjskie i cztery amerykańskie niszczyciele. Plan, opracowany przez holenderskich admirałów, zakładał przechwycenie i zniszczenie nieprzyjacielskich konwojów z desantem na podejściach do Jawy.
Po wykryciu przez holenderskie samoloty rozpoznawcze japońskich sił inwazyjnych, zbliżających się do Jawy, admirał Doorman wyprowadził swój zespół w morze 26 lutego wieczorem, rozpoczynając patrolowanie północnego wybrzeża Jawy oraz wyspy Madura. Rankiem 27 lutego był on nieskutecznie atakowany przez japońskie samoloty. Wobec braku informacji o przeciwniku Doorman postanowił wczesnym popołudniem powrócić do Surabai, by uzupełnić paliwo i dać trochę odpoczynku załogom. W trakcie przechodzenia przez kanał wiodący do portu odebrał wreszcie wiadomość o wykryciu dwóch konwojów. Natychmiast zawrócił Zespół Uderzeniowy i obrał kurs na spotkanie z Japończykami.
Japończycy, dowodzeni przez kontradmirałów Takeo Takagi, Shōji Nishimurę oraz Raizō Tanakę (krążowniki ciężkie „Nachi” i „Haguro”, lekkie „Naka” i „Jintsu”, 14 niszczycieli) mieli przewagę w artylerii oraz broni torpedowej, a ich samoloty rozpoznawcze nieprzerwanie śledziły ruchy przeciwnika. Przy tym pochodzące spod różnych bander okręty alianckie nie miały żadnych doświadczeń we wspólnych działaniach, ani opracowanego skutecznego sposobu komunikacji pomiędzy poszczególnymi jednostkami. Bitwa rozpoczęła się tuż po godzinie 16.00 czasu lokalnego. „Houston”, który dysponował jedynie dwoma dziobowymi wieżami artyleryjskimi, strzelał do „Nachi”. Dla odróżnienia miejsc upadku własnych salw, jego pociski barwiły wodę na czerwono. W pierwszej, popołudniowej fazie starcia amerykański krążownik został trafiony ciężkim pociskiem (według innego źródła dwoma), który nie eksplodował. Zespół ABDA poniósł jednak straty: storpedowany i zatopiony został holenderski niszczyciel „Kortenaer”, rozbita ogniem artyleryjskim zatonęła brytyjska „Electra”, zaś „Exeter”, trafiony pociskiem z „Haguro”, został poważnie uszkodzony i wyłączony z walki (zawrócił do Surabai w eskorcie niszczyciela „Witte de With”).
Po kolejnych atakach aliancki zespół płynął wzdłuż wybrzeża, wciąż poszukując swojego głównego celu – konwoju. Wieczorem starł się w krótkim i bezskutecznym pojedynku artyleryjskim z japońskimi krążownikami. W tym czasie zatonął brytyjski niszczyciel „Jupiter”, bądź to na minie, bądź na skutek wewnętrznej eksplozji. Inny, „Encounter”, został odesłany by wyłowić rozbitków z „Kortenaera” i odpłynął do Surabai. Także amerykańskie niszczyciele po przeprowadzeniu ataku torpedowego i zużyciu większości zapasów paliwa zawróciły do bazy. Cztery pozostałe krążowniki około 23.00 ponownie natknęły się na „Nachi” i „Haguro”. Płynąc równoległymi kursami przeciwne siły otworzyły ogień. Wkrótce japońskie okręty wystrzeliły celną salwę 12 torped. Trafione i zatopione zostały „De Ruyter” i „Java”, poległ admirał Doorman. „Perth” i „Houston”, nad którymi dowództwo objął z racji starszeństwa australijski komandor Hector M. L. Waller, wycofały się do Tanjong Priok, portu Batawii.

#### Bitwa w Cieśninie Sundajskiej
W bitwie na Morzu Jawajskim artylerzyści „Houstona” zużyli większość amunicji. Zapas amunicji do dział 8-calowych (203 mm), po przeniesieniu pocisków ze zniszczonej wieży rufowej, wynosił 50 jednostek na każde z sześciu pozostałych dział. Okręt miał także niewielki zapas paliwa, jednak także komendant portu Tanjong Priok nie dysponował amunicją dla ich dział czy większymi składami paliwowymi. W efekcie jedynie „Perth” otrzymał zezwolenie na pobranie do zbiorników 300 ton mazutu, „Houston” musiał wyruszyć z takim stanem paliwa, z jakim zakończył udział w bitwie na Morzu Jawajskim. Obydwa krążowniki wyszły z Tanjong Priok o 19.30 i po przejściu holenderskich zagród minowych skierowały się na zachód, lekko zygzakując i utrzymując ekonomiczną prędkość około 20 węzłów. Miał do nich dołączyć holenderski niszczyciel „Evertsen”, ale ponieważ nie był gotów do drogi, komandor Waller postanowił pozostawić go w porcie, nakazując jego dowódcy dołączenie do zespołu później.
Pogoda na Morzu Jawajskim była dobra, widoczność jak na nocne warunki doskonała. Gdy około godziny 22.15 płynące w szyku torowym alianckie krążowniki mijały po sterburcie trawers wyspy Babi i wpływały na wody zatoki Banten, po obu stronach cypla znanego jako St. Nicholas Point, oddzielającego ją od Cieśniny Sundajskiej, trwało desantowanie japońskich oddziałów. Znajdując się w odległości około godziny drogi od Cieśniny Sundajskiej, komandor Waller nakazał zwiększyć prędkość swoich okrętów do 28 węzłów. Od kilku minut za ich rufami płynął niezauważony japoński niszczyciel „Fubuki”. Tuż po 23.00 z pomostu krążownika „Perth” dostrzeżono sylwetki okrętów w rejonie cypla. Po ogłoszeniu alarmu bojowego radiooperator „Pertha” nadał depeszę o napotkaniu przeciwnika i rozpoczęciu walki. Została ona odebrana między innymi przez stację radiową w Darwin i była ostatnią informacją o losach obu krążowników. „Fubuki” odpalił salwę dziewięciu torped z dystansu ponad dwóch kilometrów, wystrzelił 16 pocisków ze swych dział i zawrócił, stawiając zasłonę dymną. „Perth” i „Houston” wykonały ciasną pętlę, dzięki czemu uniknęły trafień.

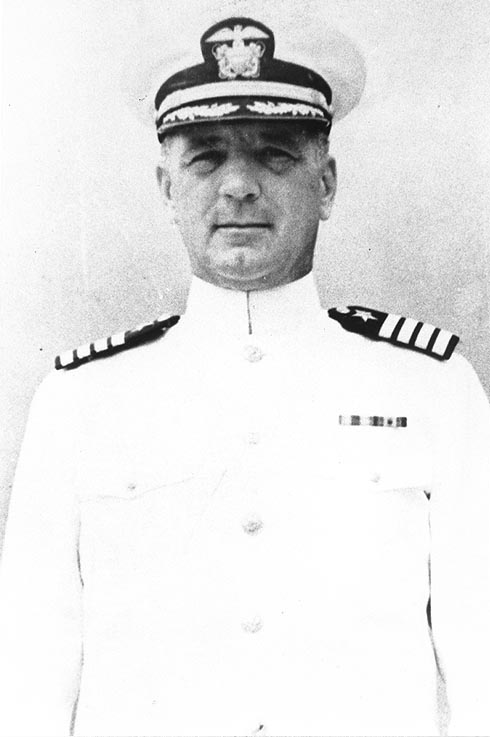
Komandor Albert H. Rooks

Po powrocie na poprzedni kurs alianckie okręty otworzyły ogień do transportowców, obok których przepływały. Generalnie ogień aliancki był nieskuteczny i nie spowodował większych szkód. Wkrótce do zatoki Banten wpłynęły od północy japońskie siły osłonowe kontradmirała Kenzaburo Hary, otaczając przeciwnika i zmuszając go do zwrotu na południe, a potem na wschód. Bitwa toczyła się na tak małym dystansie, że obie strony używały dział małokalibrowych i przeciwlotniczych karabinów maszynowych. „Houston” został niegroźnie trafiony pociskiem w rejon pomostu dowodzenia. Około północy komandor Waller, w obliczu braku amunicji do dział artylerii głównej, zdecydował się przerwać walkę i spróbować przedzierać w kierunku Cieśniny Sundajskiej. Oba okręty zawróciły, jednak w tym czasie na polu bitwy pojawiły się też krążowniki ciężkie „Mikuma” i „Mogami” półdywizjonu komandora Shakao Sakiyamy, otwierając ogień z dużego dystansu. Każdy z nich wystrzelił salwę sześciu torped w kierunku alianckich okrętów, wkrótce potem atak torpedowy przeprowadziły też niszczyciele. Po kolejnych trafieniach „Perth” przewrócił się na prawą burtę, następnie obrócił do góry stępką i zatonął około 25 minut po północy 1 marca 1942 roku, około 4 mil morskich od St. Nicholas Point.
Tymczasem „Houston” nadal toczył bitwę. Jeden z jego pocisków trafił krążownik „Mikuma”, powodując czasowe uszkodzenie instalacji elektrycznej. Komandor Rooks, uznając najwyraźniej, że nie ma szans przedarcia się na Ocean Indyjski, zawrócił w stronę miejsca japońskiego desantu. Okręty przeciwnika skoncentrowały na nim swój ogień i wielokrotnie trafiony krążownik nabrał przechyłu na prawą burtę. 10 minut po północy salwa ciężkich pocisków trafiła w tylną maszynownię, niszcząc ją i zabijając jej obsadę. Kilka minut później „Houston” został trafiony torpedą, następnie japoński pocisk uderzył w wieżę artyleryjską nr 2, wywołując pożar w komorach amunicyjnych. Aby nie dopuścić do eksplozji, komory obu dziobowych wież zostały zalane, pozbawiając okręt głównej broni. Wkrótce potem w krążownik trafiły trzy kolejne torpedy. Około 25 minut po północy w eksplozji kolejnego pocisku zginął komandor Rooks (według innego źródła zginął nieco później, już po wydaniu rozkazu opuszczenia okrętu). O godzinie 0.33 zastępca dowódcy, komandor David Roberts, nakazał opuszczenie tonącej jednostki. Po dwunastu minutach „Houston” zatonął dziobem naprzód z wciąż powiewającą banderą. Aż do tego momentu okręt był stale ostrzeliwany przez Japończyków, co spowodowało duże straty wśród załogi: spośród 1061 (lub 1068) obecnych na pokładzie uratowano jedynie 368 marynarzy. Jako jeńcy wojenni pracowali między innymi przy budowie kolei z Birmy do Tajlandii, 79 z nich zmarło przed zakończeniem wojny.

## Upamiętnienie

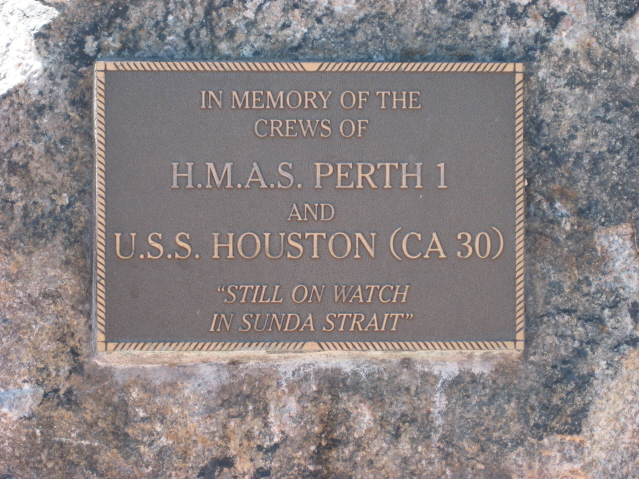
Tablica upamiętniająca załogi krążowników „Perth” i „Houston” w australijskim Rockingham Naval Memorial Park

Przez długi czas los obu krążowników pozostawał nieznany w Australii i Stanach Zjednoczonych. Ostatnią informacją była depesza o rozpoczęciu walki. Pierwsze wieści uzyskano po niemal dziewięciu miesiącach, więcej wiadomości w 1944 roku, gdy amerykańskie okręty podwodne wyratowały wśród rozbitków ze storpedowanych japońskich statków także ocalałych marynarzy z „Pertha”, a pełny obraz bitwy dopiero po zakończeniu wojny, gdy ocaleni zostali repatriowani z niewoli. Zorganizowana wśród mieszkańców Houston zbiórka pieniężna na okręt mający zastąpić we flocie stary krążownik przyniosła 85 milionów dolarów, kwota ta wystarczyła także na pokrycie kosztów budowy lotniskowca „San Jacinto”. Jeden z krążowników typu Cleveland otrzymał nazwę „Houston”, a jego załoga rekrutowała się głównie z ochotników pochodzących z miasta i okolicy. Komandor Rooks został pośmiertnie odznaczony Medalem Honoru, a okręt wyróżniono Presidential Unit Citation.
W trakcie swej krótkiej wojennej służby „Houston” otrzymał dwa odznaczenia bojowe (Battle Stars).